# Adipate

Formule topologique du dianion adipate.

Les adipates sont les sels et les esters de l'acide adipique. Les formes anioniques (HO2C(CH2)4CO2−) et dianioniques (−O2C(CH2)4CO2−) de l'acide adipique sont également appelés adipates.
Certains sels adipates sont utilisés comme régulateurs d'acidité :
- Adipate de sodium (E356)
- Adipate de potassium (E357)
- Adipate d'ammonium (E359)

D'autres encore sont utilisés comme plastifiants, notamment :
- Adipate de bis(2-éthylhexyle)
- Adipate de dioctyle
- Adipate de diméthyle